# Lebeckia carnosa
Lebeckia carnosa är en ärtväxtart som först beskrevs av Ernst Meyer, och fick sitt nu gällande namn av George Claridge Druce. Lebeckia carnosa ingår i släktet Lebeckia och familjen ärtväxter. Inga underarter finns listade i Catalogue of Life.